# Miletín (Onomyšl)
Miletín (německy Miletin) je malá vesnice, část obce Onomyšl v okrese Kutná Hora. Nachází se asi 2,5 kilometru severně od Onomyšle. Pramení tu říčka Bečvárka, která je pravostranným přítokem řeky Výrovky.
Miletín leží v katastrálním území Miletín u Onomyšle o rozloze 2,17 km².

## Historie
První písemná zmínka o vesnici pochází z roku 1385.
Roku 1950 byly obce Miletín a Rozkoš sloučeny do obce Miletín.

## Fotogalerie

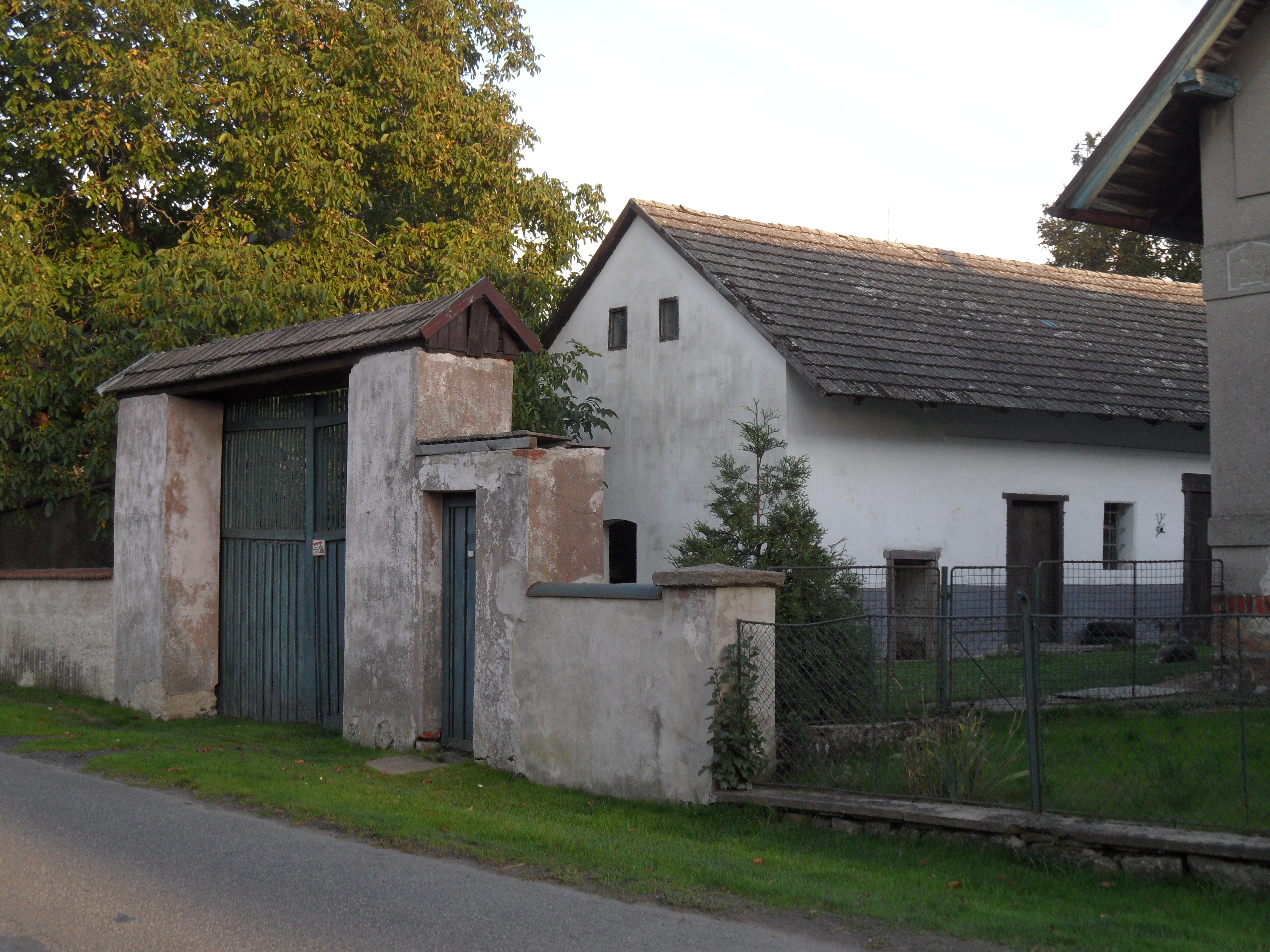
Dům s bránou
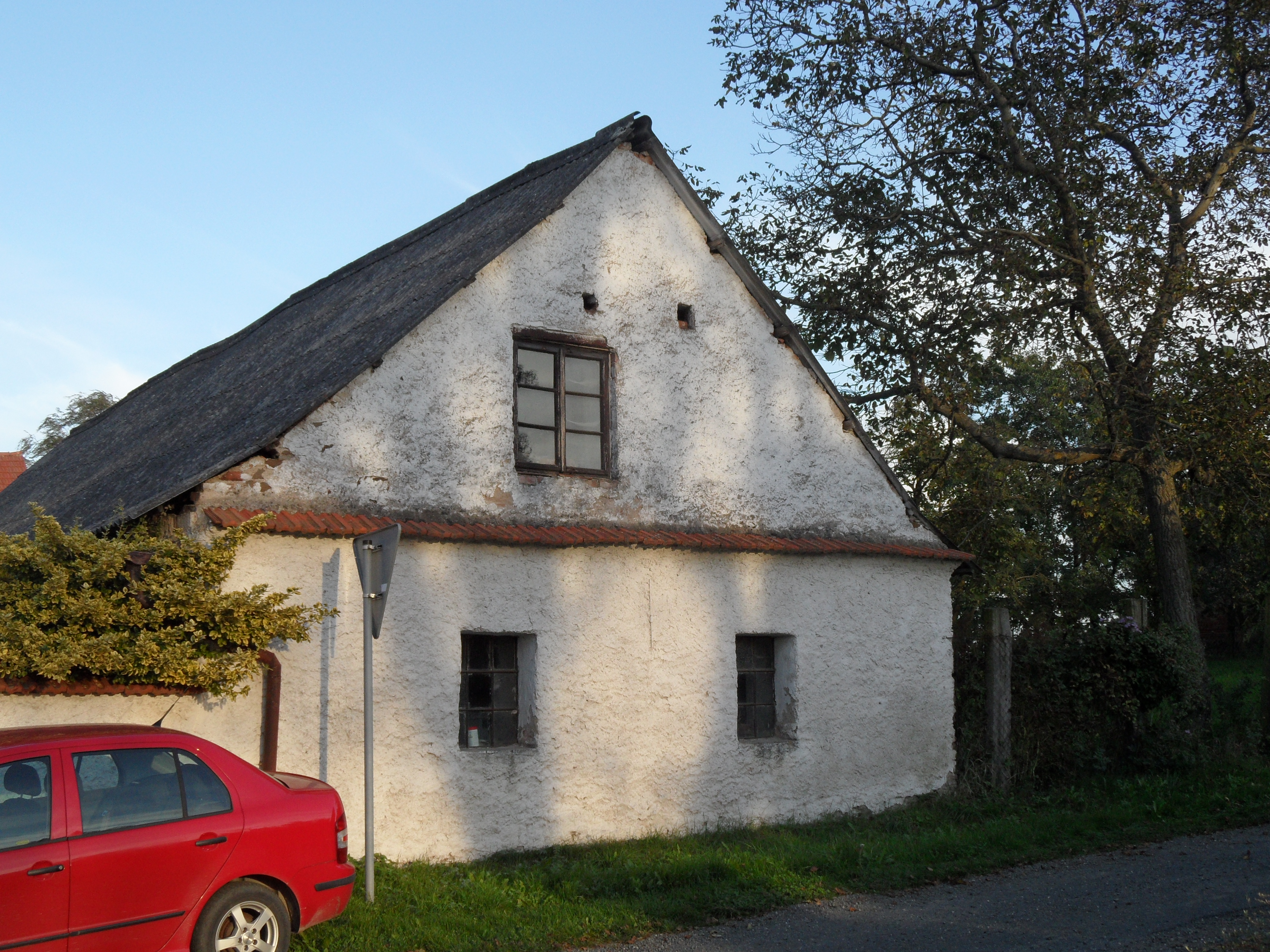
Starší dům
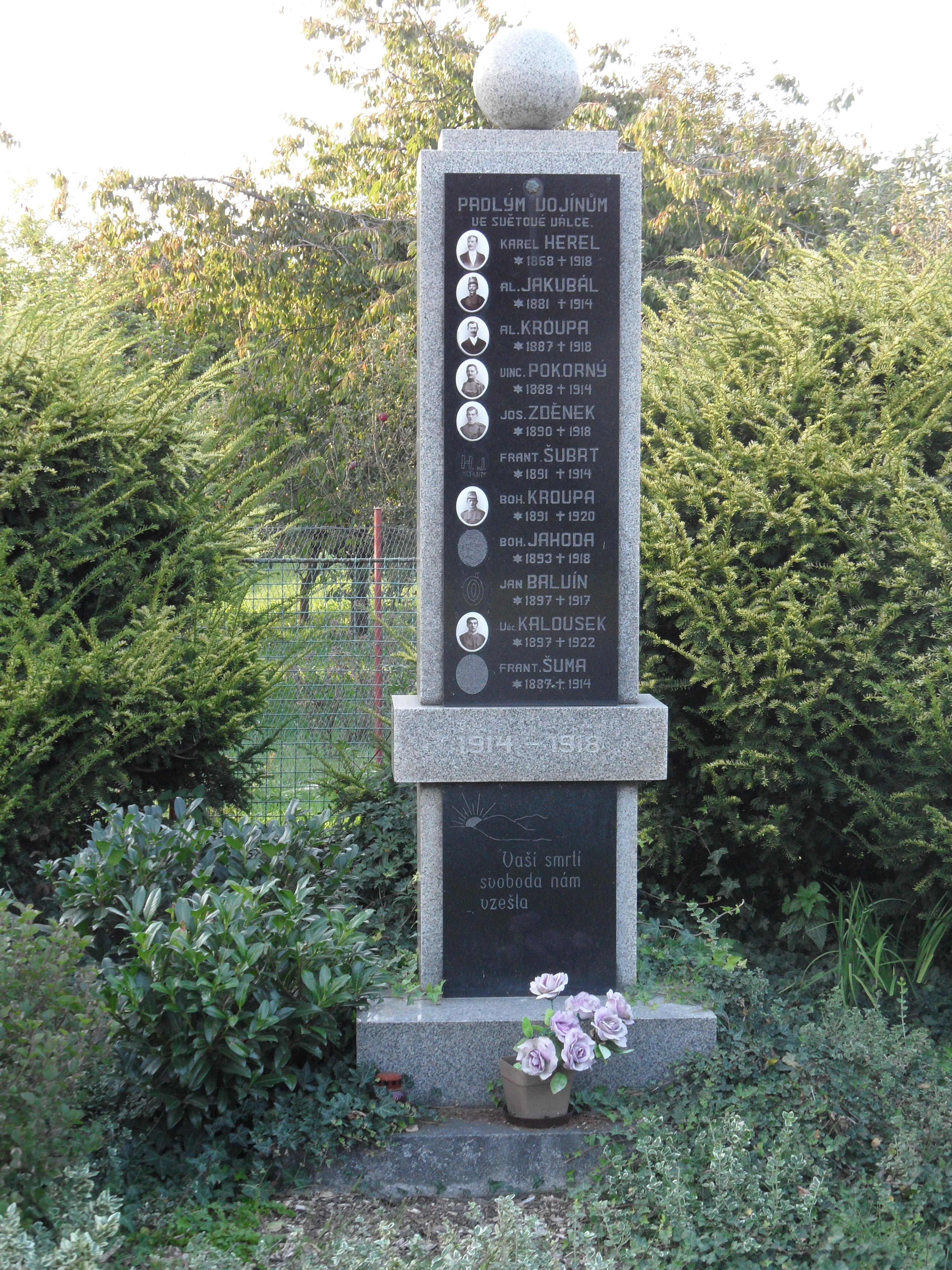
Památník obětem první světové války
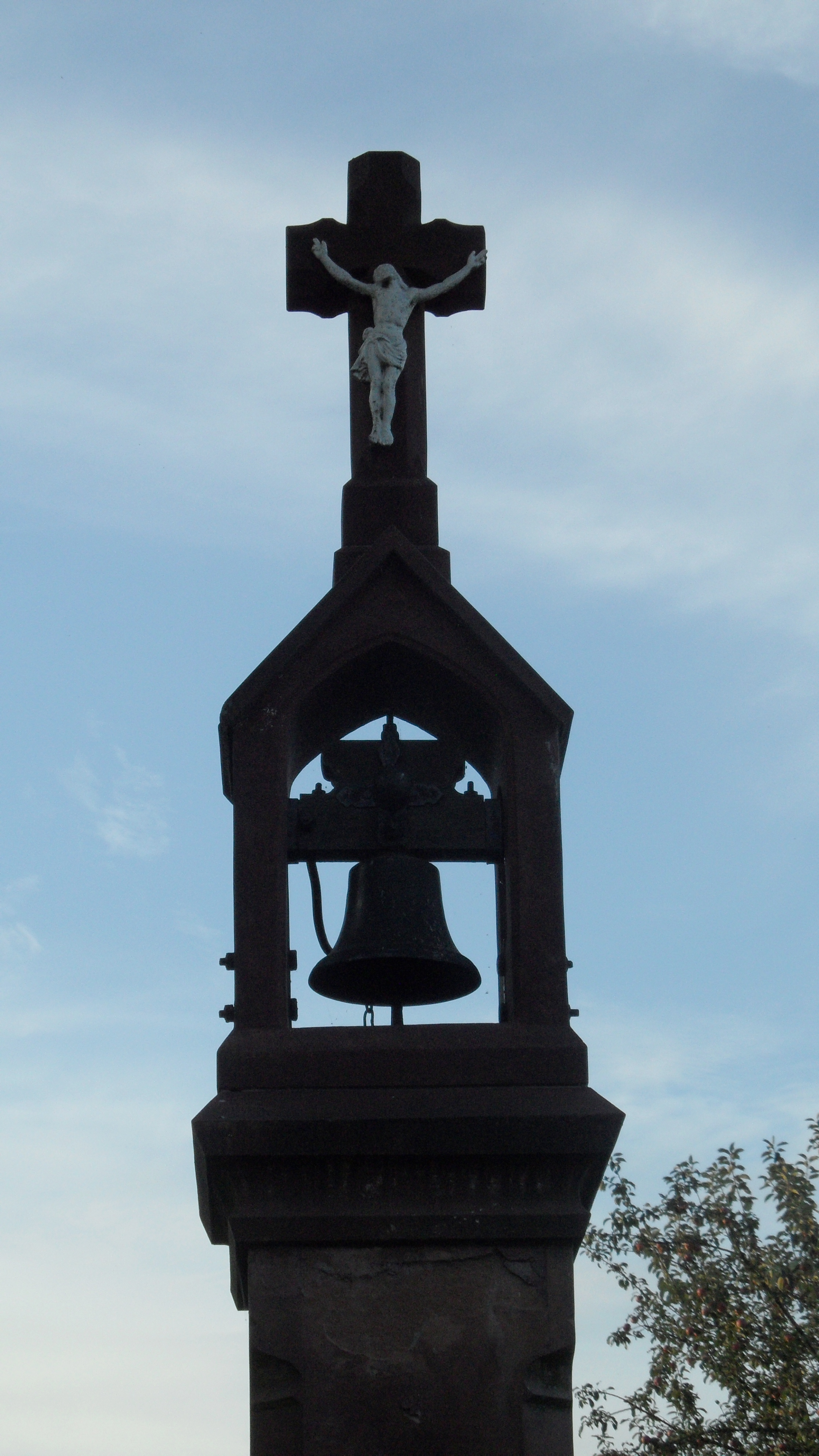
Detail zvoničky